# Charles F. Nelson
Pour les articles homonymes, voir Charles Nelson et Nelson.
Hugh Stewart (11 mars 1872-1er novembre 1940) est un homme politique canadien de la Colombie-Britannique. Il est député provincial libéral de la circonscription britanno-colombienne de Slocan de 1916 à 1920.
Il remporte l'élection contre le député sortant par une majorité d'une seule voix.
Nelson meurt à New Denver en novembre 1940 à l'âge de 68 ans.